# Estella Atekwana
Estella Atekwana, de soltera Estella Akweseh Nkwate (13 de septiembre de 1961), es una geofísica especializada en los campos de  biogeofísica y tectonofísica. Es decana de la Facultad de Tierra, Océano y Medio Ambiente de la Universidad de Delaware y profesora adjunta de la Universidad de Waterloo, la Universidad de Ciencia y Tecnología de Misuri y la Universidad Estatal de Oklahoma.

## Biografía
Atekwana creció en Camerún. Realizó estudios superiores en la Universidad Howard, donde comenzó en un programa de premedicina antes de cambiar a una especialización en geología. Después de obtener su licenciatura en 1983, Atekwana completó una maestría en geología en 1986, también en la Universidad Howard. En 1991, realizó un doctorado en Geofísica en la Universidad de Dalhousie en Halifax, Nueva Escocia, Canadá. Consiguió una plaza como profesora asistente en la Western Michigan University, en donde permaneció hasta 2003, excepto por una estancia sabática de un año en la Universidad de Botsuana. Posteriormente enseñó en Indiana University-Purdue University Indianápolis, la Universidad de Ciencia y Tecnología de Misuri y la Escuela de Geología Boone Pickens de la Universidad Estatal de Oklahoma. En 2017, consiguió el puesto de Decana de la Facultad de Tierra, Océano y Medio Ambiente de la Universidad de Delaware.
La labor de Atekwana  en la promoción de la diversidad en las geociencias y el desarrollo de capacidades en los países en desarrollo ha sido reconocida con sendos premios de la Asociación de Mujeres Geocientíficas y de la Sociedad de Geofísicos de Exploración. Es miembro de numerosos comités profesionales, incluido el comité de honores y premios de la Unión Americana de Geofísica y el Comité Nacional de los Estados Unidos para la Unión Internacional de Ciencias Geológicas (IUGS).

## Investigación
Atekwana es pionera en el campo multidisciplinario de la biogeofísica, en especial en la investigación de los procesos biogeoquímicos en sitios contaminados. Ha estudiado las reacciones mediadas por microbios en medios geológicos y evaluado diferentes métodos para medir la distribución de contaminantes en el subsuelo. Se ha servido del análisis de las propiedades geoeléctricas y geofísicas de sitios contaminados para investigar las relaciones entre los procesos biológicos y su impacto en las propiedades eléctricas del material geológico.
Atekwana también se ha interesado por los procesos tectónicos y en la influencia de las estructuras de la corteza terrestre y el manto superior en los procesos geodinámicos asociados con ruptura de la corteza continental.
Atekwana participa en un proyecto para utilizar teléfonos inteligentes para proporcionar una forma  más asequible de adquirir datos geofísicos, y facilitar las contribuciones de instituciones académicas con acceso limitado a instrumentos costosos.

## Premios y honores
- Educadora Sobresaliente, Asociación de Mujeres Geocientíficas (2019).[16]
- Premio al Educador Sobresaliente, Sociedad de Geofísicos de Exploración (2016).[5][6]
- Miembro  de la Sociedad Geológica de América (2016).[17]
- Premio Eminente de la Facultad, Universidad Estatal de Oklahoma (2015).[18]